# Caprotinidae
De Caprotinidae zijn een familie van uitgestorven tweekleppigen uit de orde Hippuritida.